# Державний архів Російської Федерації
55°43′58.5″ пн. ш. 37°34′27.1″ сх. д. / 55.732917° пн. ш. 37.574194° сх. д.
Державний архів Російської Федерації, ДАРФ (рос. Госуда́рственный Архи́в Росси́йской Федера́ции, ГАРФ, Госархив России) — архів, що призначений для зберігання документів вищих органів законодавчої, виконавчої та судової влади Російської Федерації.

## Історія
Історія архівних фондів, що зберігаються нині в ДАРФ, почалася задовго до появи самого архіву. Його колекція включає документи, які в різний час зберігалися в нині не існують архівах: Московський історико-революційний архів (МІРА), існував в 1917—1920 рр.; Державний архів РРФСР (1920—1925 рр.); Російський закордонний історичний архів у Празі (РЗІА), 1923—1945 рр. В результаті складної системи реорганізацій з'явився Центральний державний архів Жовтневої революції і соціалістичного будівництва (ЦДАЖРСБ), який зберігав документи перерахованих архівів.
З 1925 року існував Архів революції і зовнішньої політики (АРЗП), в якому після серії переміщень осіли документи Новоромановського архіву, в 1927 році в нього надійшли фонди Петроградського історико-революційного архіву (ПІРА), яке існувало з 1917 року. У 1932 році Архів реорганізовано в Державний архів революції, в свою чергу той в 1941 році перетворено в Центральний державний історичний архів у Москві, скорочено — ЦДІАМ.
Постановою Ради міністрів СРСР від 28 липня 1961 року через ЦДАЖРСБ була виділена група фондів галузевих міністерств і відомств, а для їх зберігання утворений новий Центральний державний архів народного господарства (ЦДАНГ, нині — РДАЕ, Російський державний архів економіки). Постановою Ради міністрів СРСР від 14 грудня 1961 року ЦДАЖРСБ був об'єднаний з ЦДІАМ під назвою «Центральний державний архів Жовтневої революції, вищих органів державної влади і державного управління», скорочено ЦДАЖР СРСР.
Держархів Росії був створений Розпорядженням Уряду Росії № 809-р від 28 квітня 1992 року в базі ЦГАОР СРСР і Центрального державного архіву РРФСР (ЦДА РРФСР).
З 1995 року Держархів Росії входить до Державного зводу особливо цінних об'єктів культурної спадщини народів Російської Федерації.